# Deuterocohnia meziana
Espèce
Classification APG III (2009)
Synonymes
- Deuterocohnia divaricata Mez
- Deuterocohnia paraguariensis Hassl.

Deuterocohnia meziana est une espèce de plantes à fleurs de la famille des Bromeliaceae présente en Bolivie, au Brésil et au Paraguay et décrite en 1896.

## Synonymes
- Deuterocohnia divaricata Mez
- Deuterocohnia paraguariensis Hassl.

## Distribution
L'espèce est présente en Bolivie, au Brésil et au Paraguay.

## Description
Selon la classification de Raunkier, l'espèce est hémicryptophyte ou épilithe.